# Killer Bob
Killer Bob, ou plus simplement Bob, est un personnage fictif de la série télévisée Twin Peaks, réalisée par David Lynch et diffusée sur ABC.

## Rôle
David Lynch et Mark Frost ont décidé dès le départ que Leland Palmer était le meurtrier de sa fille Laura. Mais au cours du tournage du pilote, Frank Silva, un ensemblier qui prépare le plateau, se retrouve coincé par accident dans la chambre de Laura, en déplaçant une commode devant la porte. Une femme s'exclame alors : 

« Frank, ne t'enferme pas dans la pièce ! »

Lynch, occupé ailleurs, entend cette phrase qui produit en lui un déclic. Il demande alors à Silva de faire l'acteur et de se mettre accroupi au pied du lit de Laura, d'où il doit la regarder à travers les barreaux, comme s'il était « coincé » derrière. Le réalisateur tourne ensuite une seconde version sans le personnage de Bob mais préfère largement la première,.
C'est ainsi que Frank Silva devient Bob lors du tournage du premier épisode.
Plus tard dans la journée, une scène est tournée avec la mère de Laura qui a une vision qui la terrifie. Le script ne précise pas ce que Mme Palmer voit. Lynch est content de la scène, mais un membre de l'équipe lui indique qu'il faut la retourner, puisqu'on voit quelqu'un qui se reflète dans le miroir par erreur. Constatant qu'il s'agit une nouvelle fois de Silva, Lynch prend cela pour un heureux hasard et décide que ce personnage (sans nom) deviendra le véritable meurtrier de Laura.
Le personnage fait sa première apparition dans la série avec l'épisode pilote, « Northwest Passage », où il fait un bref caméo dans une vision de Sarah Palmer. Son importance dans la série va progressivement augmenter dans la deuxième saison.

## Personnage
Bob est une entité démoniaque issue de la Loge Noire (Black Lodge), qui existe dans une réalité alternative. Il passe la plupart de son temps sur terre, où il se déplace sous la forme d'une chouette (auxquelles fait référence la phrase « The owls are not what they seem », récurrente dans la série), et où il possède des humains (notamment Leland, et par la suite l'agent Dale Cooper) à qui il fait commettre d'horribles crimes, des viols ou des meurtres en particulier. Bob se « nourrit » de la souffrance et des douleurs de leurs proches, que les résidents de la Loge Noire désignent sous le nom de « Garmonbozia » et qui prend dans la série la forme physique du maïs à la crème (creamed corn). Cette incarnation de la peur fait l'objet d'une référence dans la série, lorsque Donna Hayward prend la place de sa meilleure amie Laura Palmer dans le service de livraison « meals on wheels » et qu'elle sert du maïs à la crème à Mme Tremond, qui refuse d'en manger. Tous les habitants de la Loge Noire se nourrissent de Garmonbozia.

Dale Cooper apprend d'abord l'existence de Bob dans une vision, où il rencontre Mike (dit « le manchot », représentant en chaussures). Au cours de cette vision, Dale apprend que Bob est un tueur en série qui a violé et assassiné une jeune femme avec Mike comme complice. Il déclare notamment : 

« Vous connaissez le parasite ? Il s'attache à un être vivant et boit sa substance. Bob choisit quelqu'un qui sera sa proie. Il aime terrifier... C'est son plaisir. Dans l'existence il n'a rien d'autre. Et moi je suis comme Bob, autrefois on faisait équipe. »

Et également : 

« À travers les ténèbres du passé à venir, le magicien espère voir un passage entre deux mondes. Feu, marche avec moi. Puis j’ai vu la face de Dieu et j’ai été purifié. Je me suis coupé le bras tout entier et suis resté près de cette enveloppe que j’habite de temps en temps, dans un seul but. Trouver Bob pour l’arrêter. C’est son vrai visage, mais peu le voient. Les élus et les damnés. »

Mike s'est donc repenti, et s'est arraché le bras gauche pour se débarrasser du tatouage du Nain, qu'il partageait avec Bob. 
Au début de la seconde saison Ronette Pulaski, une des cibles de Bob, se réveille du coma après qu'il l'a torturée et garde le souvenir de son visage. Cooper et le shérif en tirent un portrait-robot, que Leland identifie par la suite comme « Robertson », un homme qui habitait près de chez son grand-père et qui se moquait de lui quand il était enfant. On apprend par la suite que Bob possède en fait Leland, et le fait précisément depuis qu'il a rencontré cet homme.
Sous l'influence de Bob, Leland a molesté, violé puis tué sa propre fille. Cooper le découvre, et tente de lui tendre un piège. Mais Bob y répond en se moquant de lui puis en faisant se suicider Leland. Dans son dernier souffle, ce dernier explique qu'il a rencontré Bob dans un rêve, enfant, et l'a invité en lui. À partir de là il n'a plus su quand Bob prenait contrôle de lui. Quand Leland meurt, Cooper commence un débat philosophique avec le shérif Truman et Albert Rosenfield pour savoir s'ils peuvent révéler qui est Bob, et s'il est ou non une incarnation physique des démons personnels de Leland. Les personnages ne se mettent pas d'accord sur une idée, mais arrivent à la conclusion que Bob est l'incarnation du « mal que font les hommes ».
À la suite de la mort de Leland, Bob prend la forme d'une chouette et rejoint les bois aux abords de Twin Peaks.
Dans le dernier épisode, Cooper s'aventure dans la Loge Noire pour appréhender son ancien partenaire dévoyé du FBI, Windom Earle, qui tente de s'approprier les pouvoirs de la Loge. Quand Earle essaie de passer un marché avec Cooper (son âme contre la vie d'Annie), Bob apparaît et fait revenir le temps en arrière, avant que Cooper n'accepte. Il informe Cooper que la Loge Noire est son domaine, et qu'Earle a empiété dessus en demandant son âme. En punition il prend l'âme d'Earle pour lui-même ; mais alors que Cooper essaye de s'échapper, Bob le coince dans la Loge et en sort sous la forme d'un double de Cooper. La série s'achève sur un Bob qui rit comme un dément en examinant son nouveau corps dans le miroir.